# 尖齿拟水龙骨
尖齿拟水龙骨（学名：Polypodiastrum argutum）为水龙骨科拟水龙骨属下的一个种。